# أحمد رفاع
أحمد رفاع، لاعب كرة قدم كويتي سابق.

## مسيرته
لعب مع نادي الصليبيخات وبعدها انتقل إلى نادي كاظمة، وكان هداف كأس الأمير 1998/1999 برصيد 3 أهداف مع نادي كاظمة.
لعب للمنتخب الأولمبي الكويتي كما لعب للنتخب الأول، وبعد ذلك تخصص في كرة القدم للصالات
وشارك في أكثر من بطوله آسيويه وهو الآن مدير نادي النصر الكويتي لكرة الصالات.